# Wymiennik tłuszczowy
Wymiennik tłuszczowy (WT) – ilość pożywienia, w której znajduje się 10 gramów tłuszczu lub jego równoważna ilość. Jako wzorzec przyjęto porcję masła o masie 12 gramów.